# Шевченко Андрій Борисович
Шевченко Андрій Борисович (23. 05. 1964, м. Артемівськ, нині Бахмут Донецької обл.) — український науковець-фізик, доктор фізико-математичних наук (2009), професор кафедри ливарного виробництва Національного технічного університету України "Київський політехнічний інститут імені Ігоря Сікорського".

## Життєпис
Закінчив Київський Національний університет імені Тараса Шевченка (1986). 
Навчався в аспірантурі (1986–1989рр.) у Донецькому фізико-технічному інституті імені О.О. Галкіна НАН України. У 1990 – захистив кандидатську дисертацію на тему "Динаміка доменних стінок смугових та циліндричних магнітних доменів, які містять вертикальні блохові лінії" за спеціальністю 01.04.02 – теоретична фізика. У 2009 – захистив докторську дисертацію на тему "Квантові та структурнорозмірні ефекти в сегнетоелектричних і феромагнітних наносистемах" за спеціальністю 01.04.07 - фізика твердого тіла.
У 2013 році отримав вчене звання старшого наукового співробітника.
Працював в Інституті монокристалів НАН України (1990–1994); в Інституті металофізики ім. Г.В. Курдюмова НАН України (1994–1997, з 2002 по теперішній час); у Національному технічному університеті України "Київський політехнічний інститут імені Ігоря Сікорського" (1997–2001, з 2025 по теперішній час); у Технічному центрі НАН України (2001–2002). 
З 2025 року працює професором кафедри ливарного виробництва Навчально-наукового інституту матеріалознавства та зварювання імені Є.О. Патона КПІ ім. Ігоря Сікорського.

## Наукова і педагогічна діяльність
Досліджує структурні, квантові та термодинамічні властивості наномасштабних феромагнітних систем зі складною магнітною будовою. Основні напрями наукових досліджень пов’язані із:
- Вивченням структурних, квантових та термодинамічних властивостей магнетних солітонів у протяжних феромагнетних наносистемах на основі перехідних металів;
- Розвитком фундаментальних уявлень про особливості самоорганізації та протікання макроскопічних квантових явищ у наномасштабних та мезоскопічних металовмісних наноструктурах.

#### Інформація про методичні видання
А.Б. Шевченко, Г.Г. Влайков, М.Ю. Барабаш, А.В. Мініцькій Нанорозмірні ефекти у феромагнітних та сегнетоелектричних матеріалах: навчальний посібник / К.: ІМФ НАНУ, 2014. – 216 с. ISBN 978-966-02-7394-8.